# باراک سوپه
باراک سوپه (انگلیسی: Barak Sopé؛ زادهٔ ۱۹۵۱ (۷۳–۷۴ سال)) سیاست‌مدار اهل وانواتو است. وی از ۲۵ نوامبر ۱۹۹۹ تا ۱۳ آوریل ۲۰۰۱ نخست‌وزیر این کشور بود.